# Паутинник дубравный
Паути́нник дубра́вный, или меня́ющийся (лат. Cortinarius nemorensis) — вид грибов, входящий в род Паутинник (Cortinarius) семейства Паутинниковые (Cortinariaceae).

## Описание
Пластинчатый шляпконожечный гриб с паутинистым покрывалом. Шляпка взрослых грибов достигает 5—13 см в диаметре, у молодых грибов полушаровидная, затем раскрывается до выпуклой, во влажную погоду слизистая, подсохшая — волокнистая. Окраска поверхности у молодых грибов светло-фиолетовая, затем становится различной интенсивности красновато-коричневого цвета, по краю обычно с остающимся сиреневатым оттенком. Пластинки гименофора приросшие выемкой к ножке, сравнительно часто расположенные, у молодых плодовых тел светло-серо-фиолетовые, с возрастом теряют этот оттенок, становясь коричневыми.
Мякоть беловатая, иногда с оттенком фиолетового, на вкус пресная, со слабым неприятным запахом, описываемым как «запах пыли». Реакция со щёлочами ярко-жёлтая.
Ножка достигает 6—12 см в длину и 1,2—1,5 см в толщину, расширяющаяся книзу, с бледно-фиолетовой у молодых грибов и буроватой у взрослых поверхностью, с малозаметными остатками кортины.
Споровый отпечаток ржаво-коричневого цвета. Споры 10,5—11×6—7 мкм, миндалевидной формы, с бородавчатой поверхностью.
В различных источниках указывается как несъедобный или малоизвестный съедобный гриб. Токсичных для человека веществ не содержит.

### Сходные виды
Относится к группе трудноотличимых видов секции Variecolores подрода Phlegmacium.
- Cortinarius lividoviolaceus Rob.Henry, 1953 отличается меньшими размерами (шляпка до 9 см в диаметре), заметным более длительное время фиолетовым оттенком ножки и пластинок. По крайней мере молодые грибы обладают «фруктовым» запахом.
- Cortinarius variicolor (Pers.) Fr., 1838 — Паутинник разноцветный — произрастает в основном под хвойными деревьями, отличается более тёмной окраской, сильным запахом «пыли» или «прогорклым».
- Cortinarius largus Fr., 1838 — Паутинник большой — отличается более бледной, выцветающей до серо-коричневой, а не красновато-коричневой шляпкой, более мелкими спорами, отсутствием особого запаха.

## Экология и ареал
Широко распространён по неморальной зоне Евразии. Произрастает обычно довольно большими группами, широколиственных и смешанных лесах, образует микоризу с буком и дубом.
В России известен с территории Московской области, Краснодарского края и Приморского края. По всей видимости, распространён более широко, однако достаточно редок.

## Синонимы
- Agaricus variicolor var. nemorensis Fr., 1838basionym
- Cortinarius variicolor var. nemorensis (Fr.) Fr., 1874
- Phlegmacium largum sensu Ricken, 1915
- Phlegmacium nemorense (Fr.) M.M.Moser, 1960